# Karsten Warholm
Karsten Warholm (født 28. februar 1996 i Ulsteinvik i Møre og Romsdal) er en norsk atlet, der konkurrerer i hækkeløb.
Warholm konkurrerede ved sommer-OL 2016.
Warholm vandt finalen i 400 m hæk ved sommer-OL 2020 i Tokyo i 2021.